# Swissgrid
Die Swissgrid AG mit Standorten in Aarau und Prilly ist die Schweizer Übertragungsnetzbetreiberin. Sie untersteht der Aufsicht der Eidgenössischen Elektrizitätskommission ElCom.

## Geschichte

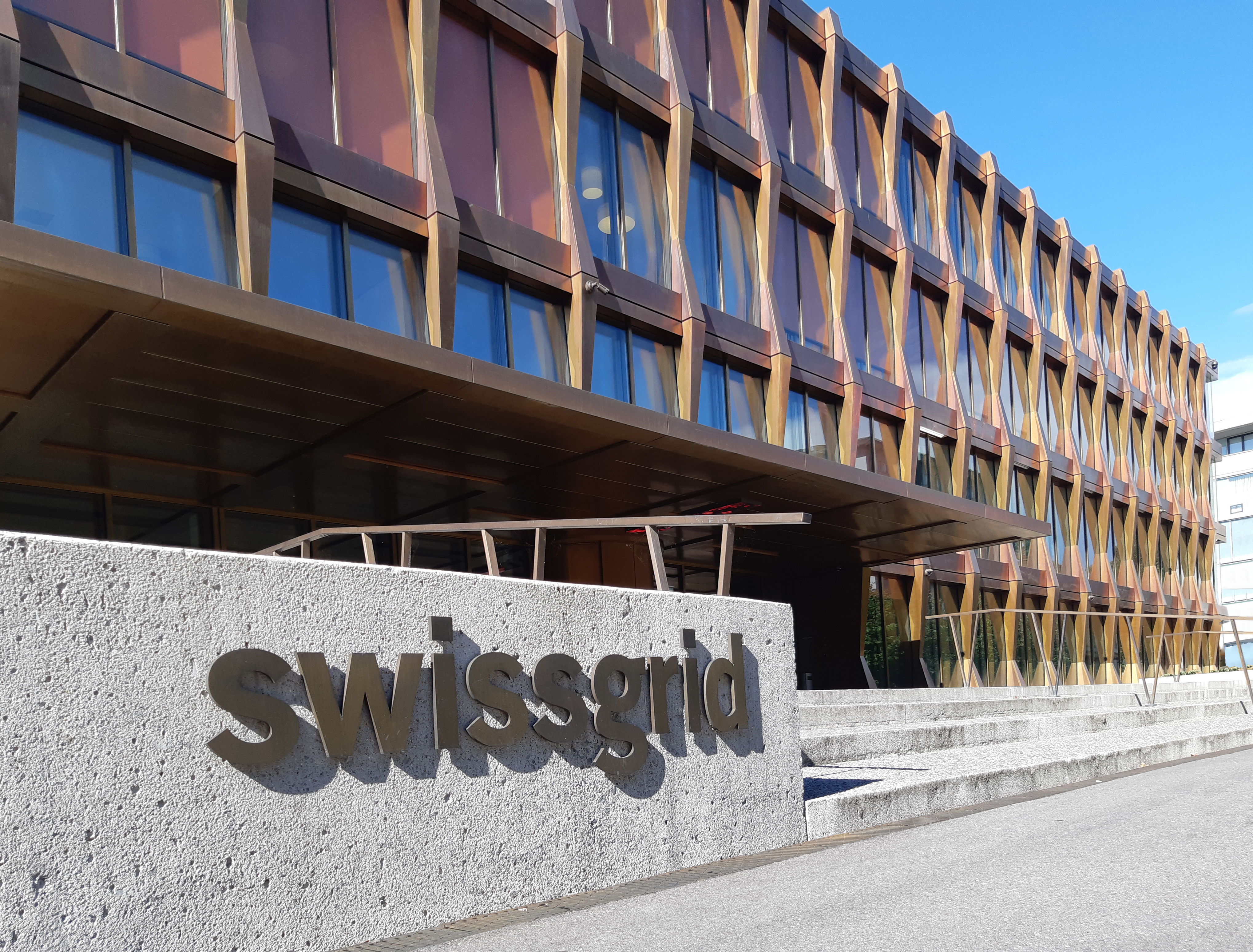
Hauptverwaltung, Bleichmattstrasse in Aarau, 2020

Swissgrid entstand im Zuge der Strommarktliberalisierung und wurde im Januar 2005 von den grossen schweizerischen Stromverbundunternehmen gegründet. Ab dem 15. Dezember 2006 koordinierte Swissgrid das bis zu diesem Zeitpunkt aus acht Regelzonen bestehende Übertragungsnetz (380/220 kV) der Schweiz. Mit der Umstellung von acht auf eine gesamtschweizerische Regelzone in der Nacht vom 31. Dezember 2008 auf den 1. Januar 2009 übernahm Swissgrid den Betrieb des gesamten 6700 Kilometer langen Höchstspannungsnetzes.
Mit dem Eintrag in das Handelsregister am 3. Januar 2013 wurde Swissgrid die neue Eigentümerin des Schweizer Übertragungsnetzes. Die nationale Netzgesellschaft Swissgrid trägt seither nicht nur die Verantwortung für den Betrieb des Übertragungsnetzes, sondern ist auch für dessen Unterhalt, Erneuerung und Ausbau zuständig. Damit wurde die gesetzliche Vorschrift erfüllt, wonach die Elektrizitätsunternehmen bis spätestens 1. Januar 2013 das Übertragungsnetz an Swissgrid überführt haben müssen.

## Organisation
Swissgrid zählt vier Unternehmensbereiche: Grid Infrastructure, Market, Technology und Corporate Services.
Das Stromversorgungsgesetz verlangt, dass die Mehrheit der Mitglieder und der Präsident des Verwaltungsrates sowie die Mitglieder der Geschäftsleitung nicht Organen von juristischen Personen angehören, die Tätigkeiten in den Bereichen Elektrizitätserzeugung oder -handel ausüben, oder in einem Dienstleistungsverhältnis zu solchen juristischen Personen stehen. Gegenwärtig besteht der Verwaltungsrat aus fünf Branchenunabhängigen und vier Branchenvertretern. Der Verwaltungsratspräsident wird von der Seite der Branchenunabhängigen gestellt.

## Eigentümerstruktur
- BKW Netzbeteiligung AG 36,12 % (Tochtergesellschaft der BKW Energie AG; mit einem Anteil von 50,1 % und der CSA Energie-Infrastruktur Schweiz, eine Anlagegruppe der Credit Suisse Anlagestiftung; mit einem Anteil von 49,9 %)
- Axpo Power AG 22,69 %
- Axpo Solutions AG 8,75 %
- Elektrizitätswerk der Stadt Zürich (EWZ) 8,74 %
- SIRESO Société d’Investissement de Suisse occidentale SA 5,24 %
- Centralschweizerische Kraftwerke AG 4,21 %
- Kraftwerke Hinterrhein AG 1,87 %
- Azienda Elettrica Ticinese (AET) 1,66 %
- Officine idroelettriche della Maggia SA (Ofima) 1,57 %
- Kraftwerke Linth-Limmern AG 1,53 %
- SN Energie AG 1,29 %
- Forces Motrices Valaisannes SA (FMV) 1,11 %
- Industrielle Werke Basel (IWB) 0,78 %
- Forces Motrices de Mauvoisin S.A. 0,76 %
- EnAlpin AG 0,74 %
- Nant de Drance SA 0,70 %
- Officine Idroelettriche di Blenio SA (Ofible) 0,45 %
- Kraftwerke Oberhasli AG 0,44 %
- Aziende Industriali di Lugano SA (AIL) 0,44 %
- Kraftwerke Mattmark AG 0,40 %
- Elektrizitätswerk Obwalden 0,15 %
- Engadiner Kraftwerke AG 0,12 %
- Kraftwerke Vorderrhein AG 0,12 %
- General Electric Technology GmbH 0,09 %
- Kraftwerke Sarganserland AG (KSL) 0,02 %
- AEK Energie AG <0,01 %
- Aare Versorgungs AG (AVAG) <0,01 %
- Alpiq Suisse SA <0,01 %
- Electra-Massa AG <0,01 %
- Forces Motrices Hongrin-Léman S.A. (FMHL) <0,01 %
- Grande Dixence SA <0,01 %
- Repower AG <0,01 %

## Kooperationen
Im Rahmen des europäischen Stromaustausches war das Unternehmen Mitglied des europäischen Verbundsystems Union for the Co-ordination of Transmission of Electricity (UCTE) und der Organisation der europäischen Übertragungsnetzbetreiber (European Transmission System Operators, ETSO). Beide Verbände sind inzwischen im European Network of Transmission System Operators for Electricity (ENTSO-E) aufgegangen, welches im Dezember 2008 in Prag gegründet wurde und im Sommer 2009 seine operative Tätigkeit aufgenommen hat.
Darüber hinaus ist Swissgrid Mitglied der TSO Security Cooperation (TSC) und Anteilseigner der TSCNet Services GmbH. Die Beteiligung (seit November 2010) als Aktionärin an der Capacity Allocation Service Company (CASC) wurde durch den Merger von  CAO Central Allocation Office GmbH und CASC.EU S.A. am 1. September 2015 in eine Beteiligung an der JAO S.A. überführt.

## Kennzahlen des Schweizer Übertragungsnetzes

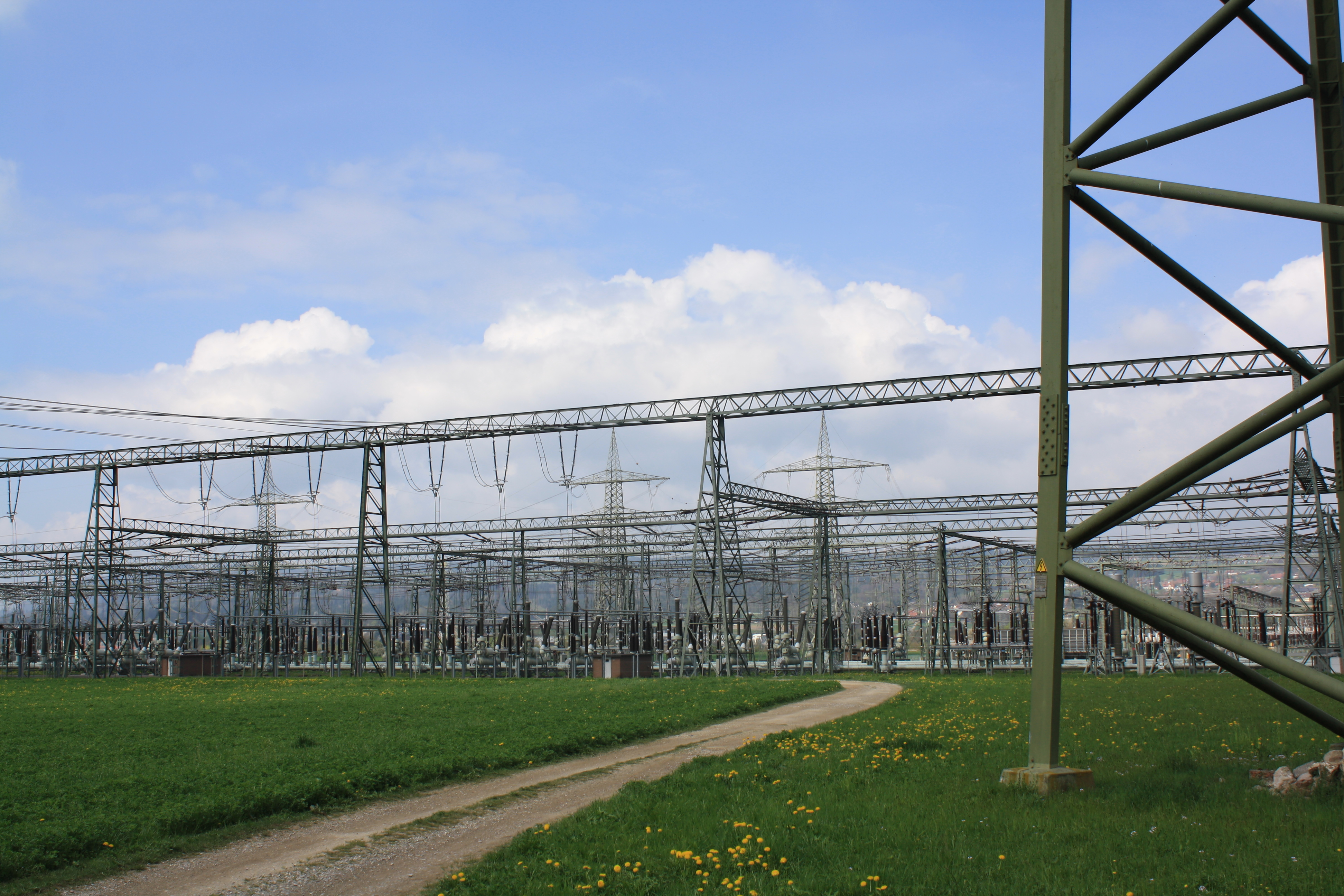
Umspannwerk Laufenburg in Kaisten

Das 6700 km lange Schweizer Übertragungsnetz wird mit Betriebsspannungen von 220 Kilovolt und 380 Kilovolt sowie einer Frequenz von 50 Hertz betrieben. Es verfügt über 145 Schaltanlagen und rund 12'000 Strommasten.

## Kostendeckende Einspeisevergütung (Pronovo)
Im Mai 2017 hat das Schweizer Stimmvolk das Energiegesetz (EnG) angenommen, welches am 1. Januar 2018 in Kraft trat. Es schreibt unter anderem vor, den Vollzug des Netzzuschlagsinkasso, die Auszahlung der KEV- und Einmalvergütungen sowie die Ausstellung von Herkunftsnachweisen in eine eigenständige Vollzugsstelle auszugliedern. Swissgrid hat diese Tätigkeiten als akkreditierte Zertifizierungsstelle seit 2007 im Auftrag des Bundes direkt verantwortet.
Die im Handelsregister des Kantons Aargau als Pronovo AG eingetragene Firma ist eine hundertprozentige Tochtergesellschaft von Swissgrid und untersteht der Aufsicht des Bundesamtes für Energie (BFE). Die Tochtergesellschaft mit rund 60 Mitarbeitenden hat ihren Sitz in Frick (AG). Die neu geschaffene Vollzugsstelle nahm die operative Tätigkeit am 3. Januar 2018 auf.